# Monoxid de aluminiu
Monoxidul de aluminiu este un compus binar al aluminiului cu oxigenul cu formula chimică AlO. 
1. ↑  „Monoxid de aluminiu”, Al2O (în engleză), PubChem, accesat în 21 septembrie 2016